# زفرة (أصفهان)
زفرة هي قرية في مقاطعة أصفهان، إيران. عدد سكان هذه القرية هو 1,689 في سنة 2006.